# FC Tokyo 2010
Questa voce raccoglie le informazioni riguardanti il FC Tokyo nelle competizioni ufficiali della stagione 2010.

## Stagione
Nel corso della stagione 2010 il FC Tokyo, che in sede di calciomercato aveva visto l'arrivo del difensore dell'Oita Trinita Masato Morishige, attraversò un periodo di crisi di risultati: esprimendo un gioco di buon livello., ma piuttosto sterile in fase realizzativa, la squadra rimase bloccata nella parte inferiore della classifica. Nella seconda metà del girone di ritorno, con la squadra piombata in zona retrocessione, la dirigenza esonerò l'allenatore Jofuku sostituendolo con Kiyoshi Ōkuma, il quale non riuscì a evitare il declassamento, sancito da 2-0 patito all'ultima giornata contro un Kyoto Sanga già retrocesso
Durante la stagione la squadra non riuscì inoltre a difendere la Coppa di Lega uscendo ai quarti di finale per mano dello Shimizu S-Pulse (favorito dalla regola dei gol fuori casa), mentre alla fine dell'anno il FC Tokyo raggiunse le semifinali di Coppa dell'Imperatore, dove fu eliminato dal Kashima Antlers a causa di un gol segnato a tempi supplementari abbondantemente scaduti.

## Divise e sponsor
Le maglie, prodotte dall'Adidas e leggermente modificate nel motivo, introducono un nuovo sponsor sulla parte anteriore, Lifeval.
| Manica sinistra · Manica sinistra · Maglietta · Maglietta · Manica destra · Manica destra · Pantaloncini · Pantaloncini · Calzettoni · Calzettoni | Manica sinistra · Manica sinistra · Maglietta · Maglietta · Manica destra · Manica destra · Pantaloncini · Pantaloncini · Calzettoni · Calzettoni |  |

## Rosa
| N. |                     | Ruolo | Calciatore           |
| -- | ------------------- | ----- | -------------------- |
| 1  | Giappone (bandiera) | P     | Hitoshi Shiota       |
| 2  | Giappone (bandiera) | D     | Yūhei Tokunaga       |
| 3  | Giappone (bandiera) | D     | Masato Morishige     |
| 4  | Giappone (bandiera) | D     | Hideto Takahashi     |
| 6  | Giappone (bandiera) | D     | Yasuyuki Konno       |
| 7  | Giappone (bandiera) | C     | Takuji Yonemoto      |
| 8  | Giappone (bandiera) | C     | Toshihiro Matsushita |
| 9  | Giappone (bandiera) | A     | Shingo Akamine       |
| 10 | Giappone (bandiera) | C     | Yōhei Kajiyama       |
| 11 | Giappone (bandiera) | A     | Tatsuya Suzuki       |
| 13 | Giappone (bandiera) | A     | Sōta Hirayama        |
| 14 | Giappone (bandiera) | C     | Hokuto Nakamura      |
| 15 | Giappone (bandiera) | D     | Daishi Hiramatsu     |
| 16 | Brasile (bandiera)  | A     | Ricardinho           |

| N. |                          | Ruolo | Calciatore         |
| -- | ------------------------ | ----- | ------------------ |
| 17 | Corea del Sud (bandiera) | D     | Kim Young-Gwon     |
| 18 | Giappone (bandiera)      | C     | Naohiro Ishikawa   |
| 19 | Giappone (bandiera)      | C     | Yōhei Ōtake        |
| 20 | Giappone (bandiera)      | P     | Shūichi Gonda      |
| 21 | Giappone (bandiera)      | P     | Nobuyuki Abe       |
| 22 | Giappone (bandiera)      | C     | Naotake Hanyū      |
| 24 | Giappone (bandiera)      | A     | Kentarō Shigematsu |
| 25 | Giappone (bandiera)      | D     | Ryo Hiraide        |
| 27 | Giappone (bandiera)      | C     | Sōtan Tanabe       |
| 28 | Giappone (bandiera)      | C     | Shuto Kono         |
| 30 | Corea del Sud (bandiera) | C     | Seo Yong-Duk       |
| 33 | Giappone (bandiera)      | D     | Kenta Mukuhara     |
| 39 | Giappone (bandiera)      | A     | Masashi Ōguro      |

## Statistiche

### Statistiche di squadra
| Competizione           | Punti | Totale | Totale | Totale | Totale | Totale | Totale | DR |
| Competizione           | Punti | G      | V      | N      | P      | Gf     | Gs     | DR |
| ---------------------- | ----- | ------ | ------ | ------ | ------ | ------ | ------ | -- |
| J. League Division 1   | 36    | 38     | 8      | 12     | 14     | 36     | 41     | -5 |
| Coppa dell'Imperatore  | -     | 5      | 4      | 1      | 1      | 7      | 4      | +3 |
| Coppa Yamazaki Nabisco | -     | 8      | 4      | 3      | 1      | 8      | 5      | +3 |
| Totale                 | -     | 51     | 16     | 16     | 16     | 51     | 50     | +1 |

### Videografia
- FC Tokyo Season Review 2010 (FC東京 2010シーズンレビュー?) ASIN B004O6LZH8